# Sieben Magnificat-Antiphonen
Sieben Magnificat-Antiphonen (« Sept antiennes de Magnificat ») est une œuvre pour chœur a cappella écrite par Arvo Pärt, compositeur estonien associé au mouvement de musique minimaliste. Le texte est une traduction en allemand des Grandes antiennes « Ô » de l'Avent.

## Historique
Commande de la Rundfunk im amerikanischen Sektor (la RIAS : « Radio dans le secteur américain » de Berlin) à l'occasion du 40e anniversaire de son chœur de chambre. La première exécution publique a eu lieu à Berlin en 1988 par le Chœur de chambre de la RIAS dirigé par Marcus Creed.

## Structure
En sept mouvements :
1. O Weisheit
2. O Adonai
3. O Sproß aus Isais Wurzel
4. O Schlüssel Davids
5. O Morgenstern
6. O König aller Völker
7. O Immanuel

## Discographie
Discographie non exhaustive.
- Sur le disque De profundis, par le Theatre of Voices dirigé par Paul Hillier, chez Harmonia Mundi (1997)
- Sur le disque Beatus, par le Chœur de chambre philharmonique estonien dirigé par Tõnu Kaljuste, chez Virgin Classics (1997)
- Sur le disque Around Félicité, tiré du film Félicité d'Alain Gomis où l'œuvre est exécutée par l'orchestre symphonique kimbanguiste de Kinshasa (2017)